# ۵۰۰ روز سامر
۵۰۰ روزِ سامر (به انگلیسی: 500 Days of Summer) فیلمی کمدی رمانتیک محصول سال ۲۰۰۹ است. داستان آن توسط اسکات نویشتاتر و مایکل اچ. وبر نوشته، توسط مارک وب کارگردانی و توسط مارک واترز تولید شده‌است. در این فیلم جوزف گوردون لویت و زویی دشانل نقش‌های اصلی را بر عهده داشتند. فیلم از ساختار روایت غیر خطی استفاده کرده، با داستانی تکیه بر شخصیت مرد و حافظهٔ او که به گذشته بازمی‌گردد و شکست‌های خود را بررسی می‌کند. فیلم‌برداری اصلی آن در آوریل ۲۰۰۸ در لس‌آنجلس، کالیفرنیا آغاز شد.
فیلم به موفقیتی گسترده و تحسین بسیاری از سوی منتقدان روبرو شد و با درآمد بیش از ۶۰ میلیون دلار به صورت جهانی، با بودجه ۷٫۵ میلیون دلار موفقیت فروش بسیار خوبی نیز داشت. بسیاری از منتقدان فیلم را به عنوان یکی از بهترین فیلم‌های سال ۲۰۰۹ انتخاب کردند.

## داستان
فیلم در ساختار روایت پست مدرن غیرخطی ارائه شده‌است، بدین معنی که داستان به روزهای مختلف آشنایی و کارهای تام و سامر در ۵۰۰ روز ارتباطشان می‌پردازد؛ این خلاصه یک نسخه خطی از حوادث فیلم است. در شروع فیلم، راوی اعلام می‌کند که، «پیش از اینکه فیلم را ببنیدید، باید بدانید که این یک فیلم عاشقانه نیست».
داستان فیلم از یکی از روزهای پایانی فیلم، روز ۴۸۸ شروع می‌شود و یکباره همه چیز به روز اول بازمی‌گردد. داستان اصلی از تاریخ ۸ ژانویه هنگامی که تام هانسن (جوزف گوردون-لویت) با سامر فین (Summer) (زویی دشانل)، (سامر به معنی تابستان است) دستیار جدید رئیسش (کلارک گرگ) در دفتر دیدار می‌کند شروع می‌شود. تام به عنوان یک معمار آموزش دیده، اما به عنوان یک نویسنده در شرکت کارت پستال لس آنجلس کار می‌کند. پس از یک شب موسیقی که تام همراه با دوستش مکنزی (جفری آرند) و سامر سپری می‌کند، مکنزی در حالی که مست است اذعان می‌کند که تام به سامر علاقه‌مند است. سامر و تام شروع به آغاز دوستی می‌کنند، اما سامر به عشق حقیقی اعتقاد ندارد و به تام می‌گوید که هیچ وقت نمی‌خواهد دوست پسر داشته باشد.
تام به سامر بهترین نقطه مورد علاقه‌اش را در شهر را نشان می‌دهد و مدت زیادی را با سامر سپری می‌کند اما سامر همیشه به همین جمله که آن‌ها فقط دوست هستند و به عشق واقعی اعتقاد ندارد بسنده می‌کند. سرانجام در روز ۲۹۰ تام و سامر فیلم فارغ‌التحصیل را می‌بینند و به رابطه‌شان پایان می‌دهند. سامر از شرکت خارج می‌شود و تام در افسردگی باقی می‌ماند.
چندین ماه بعد، تام، سامر را در راهش به سوی مجلس عروسی می‌بیند و دوباره با یکدیگر یکجا می‌شوند، در مجلس عروسی شرکت می‌کنند و سامر او را به یک مهمانی در خانه‌اش دعوت می‌کند. در روز مهمانی هنگام وارد شدن تام به منزل سامر، دو دید تام به مهمانی دیده می‌شود. یکی دید غیرواقعی و چیزی است که او انتظارش را داشت و دیگری دید واقعی و چیزی که او انتظار آن را نداشت. تام حلقه نامزدی را در دست سامر می‌بیند و به افسردگی‌اش افزوده می‌شود. بعدها تام با مشورت دوستان و خواهرش (کلی مورتز) بهتر می‌شود. از شرکت کارت پستال خارج می‌شود و به حرفه اصلی‌اش، معماری روی می‌آورد.
روزهای سپری می‌شوند و به روز ۴۸۸ (اولین روز فیلم) می‌رسد، سامر، تام را در نقطهٔ مورد علاقه‌اش در شهر که قبلاً به او نشان داده بود می‌بیند و آن‌ها حرف می‌زنند. تام از سامر در مورد نحوه رفتار او می‌پرسد، اینکه چرا با اینکه به عشق اعتقاد نداشته او را اینطور رها کرده و بعداً نامزد فرد دیگری می‌شود. سامر توضیح می‌دهد که با وجود اینکه تام در مورد عشق واقعی درست می‌گفت اما در مورد او اشتباه فکر می‌کرد. او گفت که در مورد تام هیچ وقت مطمئن نبوده و به همین خاطر یکباره همه چیز تغییر می‌کند. چند روز بعد در ۲۳ مه، روز چهارشنبه، تام می‌خواهد برای پستی در زمینه معماری مصاحبه‌ای انجام دهد که در جایی که نشسته، دختر دیگری (مینکا کلی) نیز برای همان پست انتظار می‌کشد. آن‌ها صحبت می‌کنند و تام پیش از وارد شدن برای مصاحبه، از او می‌خواهد که با هم قهوه‌ای بنوشند، دختر اول قبول نمی‌کند اما بعد از لحظه‌ای دوباره تجدید تصمیم کرده و قبول می‌کند. هنگامی که تام نام او را جویا می‌شود، او می‌گوید نامش آتم (Autumn)است (آتم به معنی پاییز است) و داستان در همین‌جا ختم می‌شود.

## بازیگران

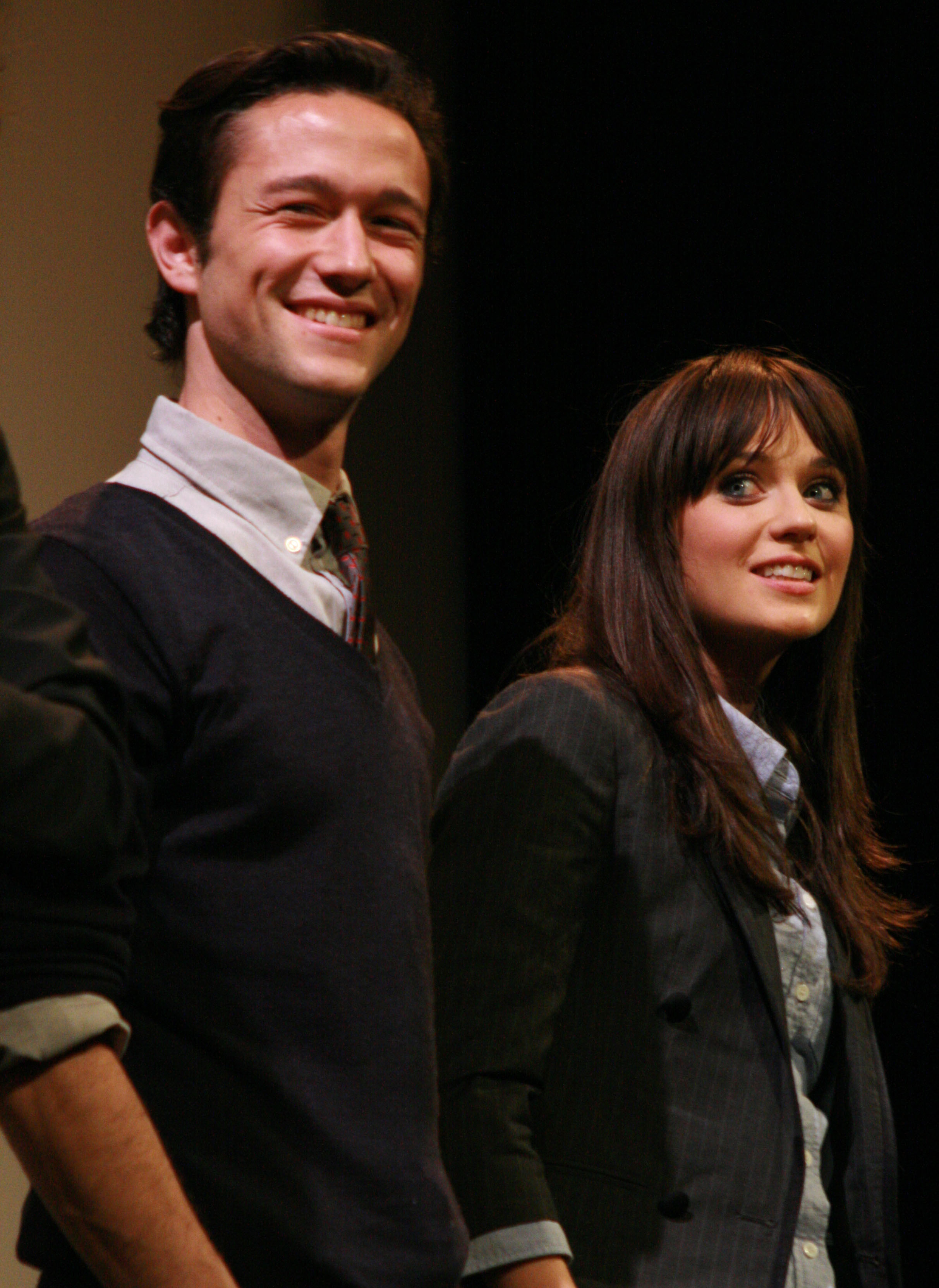
گوردون لویت و دوشانل در نمایش فیلم

- جوزف گوردون-لویت: در نقش تام هانسن، معمار آموزش دیده، که به عنوان نویسنده در شرکت کارت پستال لس آنجلس کار می‌کند.
- زویی دشانل در نقش سامر فین، معاون رئیس و شخص مورد علاقه تام
- کلی مورتز در نقش راشل هانسن، خواهر جوان تام
- جفری آرند در نقش مکنزی، همکار تام در شرکت کارت پستال
- متیو گری کابلر در نقش پاول، یکی از دوستان تام
- کلارک گرگ در نقش ونس، رئیس تام
- ریچل بوستون در نقش آلیسون، بلایند دیت تام
- مینکا کلی در نقش آتوم (Autumn)

## جوایز
فیلم از نظر منتقدین بسیار موفق بود و توانست جوایز بسیاری را کسب کند و نامزد بسیاری از دیگر جوایز شود. اسکات نویشتاتر و مایکل وبر به خاطر نوشتن نمایشنامه فیلم نیز جوایز بسیار را دریافت کردند و نامزد شدند.
| جوایز                           | جوایز                               | جوایز                               | جوایز                 |
| جایزه                           | رده                                 | دریافت‌کنندگان                       | نتیجه                 |
| ------------------------------- | ----------------------------------- | ----------------------------------- | --------------------- |
| انجمن نقد فیلم برادکست          | بهترین فیلم کمدی                    | بهترین فیلم کمدی                    | نامزدشده              |
| انجمن نقد فیلم برادکست          | بهترین نمایشنامه اصلی               | اسکات نویشتاتر مایکل وبر            | نامزدشده              |
| انجمن نقد فیلم شیکاگو           | امیدبخش‌ترین فیلم‌ساز                 | مارک وب                             | نامزدشده              |
| انجمن کلوترودیس برای فیلم مستقل | بهترین نمایشنامه اصلی               | اسکات نویشتاتر مایکل وبر            | نامزدشده              |
| انجمن نقد فیلم دنوور            | بهترین نمایشنامه اصلی               | اسکات نویشتاتر مایکل وبر            | نامزدشده              |
| جامعه منتقدان فیلم دیترویت      | بهترین فیلم                         | بهترین فیلم                         | نامزدشده              |
| جامعه منتقدان فیلم دیترویت      | بهترین کارگردان                     | مارک وب                             | نامزدشده              |
| جامعه منتقدان فیلم دیترویت      | بهترین بازیگر                       | جوزف گوردون لویت                    | نامزدشده              |
| ۶۷امین جوایز گلدن گلوب          | بهترین فیلم سینمایی                 | بهترین فیلم سینمایی                 | نامزدشده              |
| ۶۷امین جوایز گلدن گلوب          | جوایز گلدن گلوب برای بهترین بازیگر  | جوزف گوردون لویت                    | نامزدشده              |
| فستیوال فیلم‌های هالیوود         | بهترین نمایشنامه نویس               | اسکات نویشتاتر مایکل وبر            | برنده                 |
| انجمن نقدر فیلم هوستون          | بهترین فیلم                         | بهترین فیلم                         | نامزدشده              |
| جوایز ایندیپندنت اسپیریت        | بهترین ویژگی‌ها                      | بهترین ویژگی‌ها                      | نامزدشده              |
| جوایز ایندیپندنت اسپیریت        | بهترین نمایشنامه                    | اسکات نویشتاتر مایکل وبر            | برنده                 |
| جوایز ایندیپندنت اسپیریت        | بهترین بازیگر مرد                   | جوزف گوردون لویت                    | نامزدشده              |
| انجمن نقد فیلم ایندیانا         | ۱۰ فیلم برتر سال                    | ۱۰ فیلم برتر سال                    | ۱۰ فیلم برتر سال      |
| انجمن نقد فیلم لاس‌وگاس          | بهترین نمایشنامه                    | اسکات نویشتاتر مایکل وبر            | برنده                 |
| بررسی نشنال برد                 | ۱۰ فیلم برتر سال                    | ۱۰ فیلم برتر سال                    | ۱۰ فیلم برتر سال      |
| بررسی نشنال برد                 | بهترین کارگردانی                    | مارک وب                             | برنده                 |
| انجمن نقد فیلم اوکلاهاما        | بهترین فیلم                         | بهترین فیلم                         | نامزدشده              |
| انجمن نقد فیلم اوکلاهاما        | بهترین نمایشنامه                    | اسکات نویشتاتر مایکل وبر            | برنده                 |
| جایزه انتخاب مردم               | فیلم مورد علاقه مستقل               | فیلم مورد علاقه مستقل               | نامزدشده              |
| انجمن نقد فیلم سن دیگو          | بهترین ویرایش                       | آلن ادوارد بل                       | برنده                 |
| جایزه ستلایت                    | ۱۰ فیلم برتر سال                    | ۱۰ فیلم برتر سال                    | ۱۰ فیلم برتر سال      |
| جایزه ستلایت                    | بهترین نمایشنامه                    | اسکات نویشتاتر مایکل وبر            | برنده                 |
| جایزه ستلایت                    | بهترین بازیگر زن                    | زو دشانل                            | نامزدشده              |
| جایزه نقد فیلم جنوبی            | ۱۰ بهترین فیلم‌های سال               | ۱۰ بهترین فیلم‌های سال               | ۱۰ بهترین فیلم‌های سال |
| جایزه نقد فیلم جنوبی            | بهترین نمایشنامه                    | اسکات نویشتاتر مایکل وبر            | برنده                 |
| انجمن نقد فیلم سینت لویز        | بهترین فیلم                         | بهترین فیلم                         | نامزدشده              |
| انجمن نقد فیلم سینت لویز        | بهترین کمدی                         |                                     | نامزدشده              |
| انجمن نقد فیلم سینت لویز        | بهترین نمایشنامه                    | اسکات نویشتاتر مایکل وبر            | برنده                 |
| انجمن نقد فیلم سینت لویز        | بهترین فیلم اصلی، ابتکاری و خلاقانه | بهترین فیلم اصلی، ابتکاری و خلاقانه | نامزدشده              |
| انجمن نقد فیلم سینت لویز        | بهترین صحنه                         | "پیش‌بینی و حقیقت"                   | نامزدشده              |
| انجمن نقد فیلم سینت لویز        | بهترین صحنه                         | "صبح بعدی"                          | نامزدشده              |
| انجمن نقد فیلم اوتاه            | بهترین نمایشنامه                    | اسکات نویشتاتر مایکل وبر            | نامزدشده              |
| انجمن نقد فیلم واشینگتن دی. سی  | بهترین نمایش‌نامه                    | اسکات نویشتاتر مایکل وبر            | نامزدشده              |